# Cebuano Wikipedia
De Cebuano Wikipedia (in het Cebuano Wikipedya sa Sinugboanon) is een editie van de encyclopedie Wikipedia in het Cebuano, een taal die op de Filipijnen wordt gesproken.

## Geschiedenis
De wiki werd op 22 juni 2005 opgericht door de Wikimedia Foundation en is samen met het Waray-Waray een van de edities met een taal uit de Filipijnen.

## Artikelen
De Cebuano Wikipedia is anno 2018 met ongeveer 5,4 miljoen artikelen de op een na grootste Wikipedia-editie, na de Engelse (5,7 miljoen artikelen). Van die 5,4 miljoen artikelen zijn er ongeveer 22 duizend handmatig aangemaakt. De overige pagina's zijn aangemaakt door een bot.